# Микільське-на-Дніпрі
Микільське-на-Дніпрі (в минулому — Миколаївка) — село в Україні, у Солонянській селищній громаді Дніпровського району Дніпропетровської області. Населення станом на 2021 рік — 719 мешканців.

## Географія
Село Микільське-на-Дніпрі знаходиться на правому березі річки Дніпро, вище за течією на відстані 0,5 км розташоване село Олексіївка, нижче за течією на відстані 0,5 км розташоване село Військове, на протилежному березі - село Василівка-на-Дніпрі (Синельниківський район).

## Археологія
Поселення Сурсько-дніпровської культури нової кам'яної доби.
Поблизу села знайдений могильник Маріупольського типу дніпро-донецької культури біля села Олексіївка.

## Історія
Біля села розташоване місце загибелі князя київського Святослава Ігоровича (945-972 рр.), що є історичною пам'яткою національного значення.
На правому березі Дніпра, супроти Ненаситецького порога, зроблений був 1737 року «от росіян ретраншемент з редутами, котрий займав 50 десятин». 1741 року коло цього Ненаситецького ретраншементу виникло поселення «з малоросійських козаків й селян».
Року 1776, після скасування Запорізької Січі, одведено було «провіянтмейстеру Синельникову на річці Дніпро, навпроти устя річки Вороної по течії її з лівої сторони, 3000 зручної й 1700 незручної землі». На тій землі Синельников заснував село Василівку на ім'я старшого сина свого Василя на лівому боці Дніпра, якраз супроти Ненаситецького порога.
Року 1780 Івану Синельникову пожаловано нові землі на правому березі Дніпра, коло Ненаситецького ретраншементу, 3536 десятин і 750 квадратних сажнів, де він заснував нове село Миколаївку на ім'я другого свого сина Миколи. В тому селі «підданих малоросіян чоловічої статі 20 душ, жіночої - 15».
В 1787 р. Синельників у своєму маєтку приймав російську імператрицю Катерину II. Тут бували художники І. Рєпін, І Сєров.
На 1859 рік Микільське та сусідня Нижня Олександрівка були панськими селами. У Микільському було 81 подвір'я, православна церква з 857 мешканцями, а у Нижній Олександрівці 16 дворів зі 110 мешканцями.
Колишній центр Микільської волості. Станом на 1886 рік в селі мешкало 522 особи, налічувалось 95 дворів, православна церква, 2 лавки.
1905 року в селі було організовано волосний комітет Селянської Спілки, куди увійшли Василь Денисович Туренко, лоцмани Я.І. Ларін та Давид Семенович Носаненко (1860 р.н.) Вони збирали кошти та відвозили їх у Солоне та віддавали Василю Строменку. Вироки (рішення, постанови) сільського товариства списували з газет, а прокламацію «Чого хочуть люди з червоним прапором» привезли з міста
За переписом 1897 року кількість мешканців зросла до 909 осіб (436 чоловічої статі та 473 — жіночої), з яких 910 — православної віри.
1989 року за переписом тут мешкало приблизно 760 осіб.

## Населення

### Мова
Розподіл населення за рідною мовою за даними перепису 2001 року:
| Мова                | Відсоток |
| ------------------- | -------- |
| українська          | 86,8 %   |
| російська           | 10 %     |
| вірменська          | 2 %      |
| інші/не визначилися | 1,2 %    |

## Економіка
- ТОВ «Прогрес».

## Об'єкти соціальної сфери
- Дитячий садочок.
- Фельдшерсько-акушерський пункт.
- Будинок культури.
- Школа.

## Пам'ятки
- Могильник III-IV тисячоліття до н.е.
- Меморіальна плита на місці загибелі київського князя Святослава Ігоровича, який загинув в 972 році в битві з печенігами. Знаходиться на території колишнього піонерського табору заводу імені Петровського. Плита є копією 1952 року.
- В лісопарковій зоні села знаходиться Микільський кромлех, також відомий як "Храм семи врат" (за одними джерелами X-XII тис. до н.е., за іншими датуваннями — часи бронзи, а це приблизно 2 тис. до н.е). Кромлех виявив у свій час і досить докладно описав в одній зі своїх численних праць Д.І. Яворницький. Кромлех — купа каміння викладених у вигляді кола, овалу, вісімки. Святе місце язичників, де вони спілкувалися з Богом, Космосом. Де вони приносили жертвопринесення. Часто, на місці таких ось капищ, пізніше християни будували церкви (як, наприклад, на Монастирському острові на Дніпрі). Знаходиться за 200 м від річки. Камені, з яких виготовлений кромлех, швидше за все були парканами Дніпра. Багато з них мають форму овалу (відполірувала річка, коли вони перебували в ній). Діаметр кромлеха — близько 9 м. Камені вкопані в землю. Кромлех має вигляд овалу. Знаходиться на покинутій галявині. Як казав один місцевий житель, неподалік від головного кромлеха є другий, трохи менше, від якого залишилося всього 4 камені ... Свого часу люди розібрали його для господарчих потреб. Але насправді від другого кромлеха залишився тільки один камінь. З книги Д.І. Яворницького "Дніпрові пороги":  "...То мегалітичний пам'ятник надзвичайної рідкості; всередині його поставлено стійма 24 великі плоскі камені кругом, один за одним, заввишки як росла людина, 16 сажнів навкруг; всередині круга покладено людину, але кістяк остільки перетлів, що його ні взяти, ні виміряти ніяк не можна було..."
- Затоплений в наш час Поріг «Ненаситець». Один з найстрашніших в старовину порогів на Дніпрі, розташований поблизу сіл Микільське-на-Дніпрі (по правому березі) і Василівка на Дніпрі (по лівому березі). Він мав 12 уступів. Сотні судів і безліч людей знайшли свій кінець в його бурливих водах. За це він і був прозваний "ненаситним". Це був єдиний з усіх дніпровських порогів, який, через швидкість течії, не замерзав зимою.

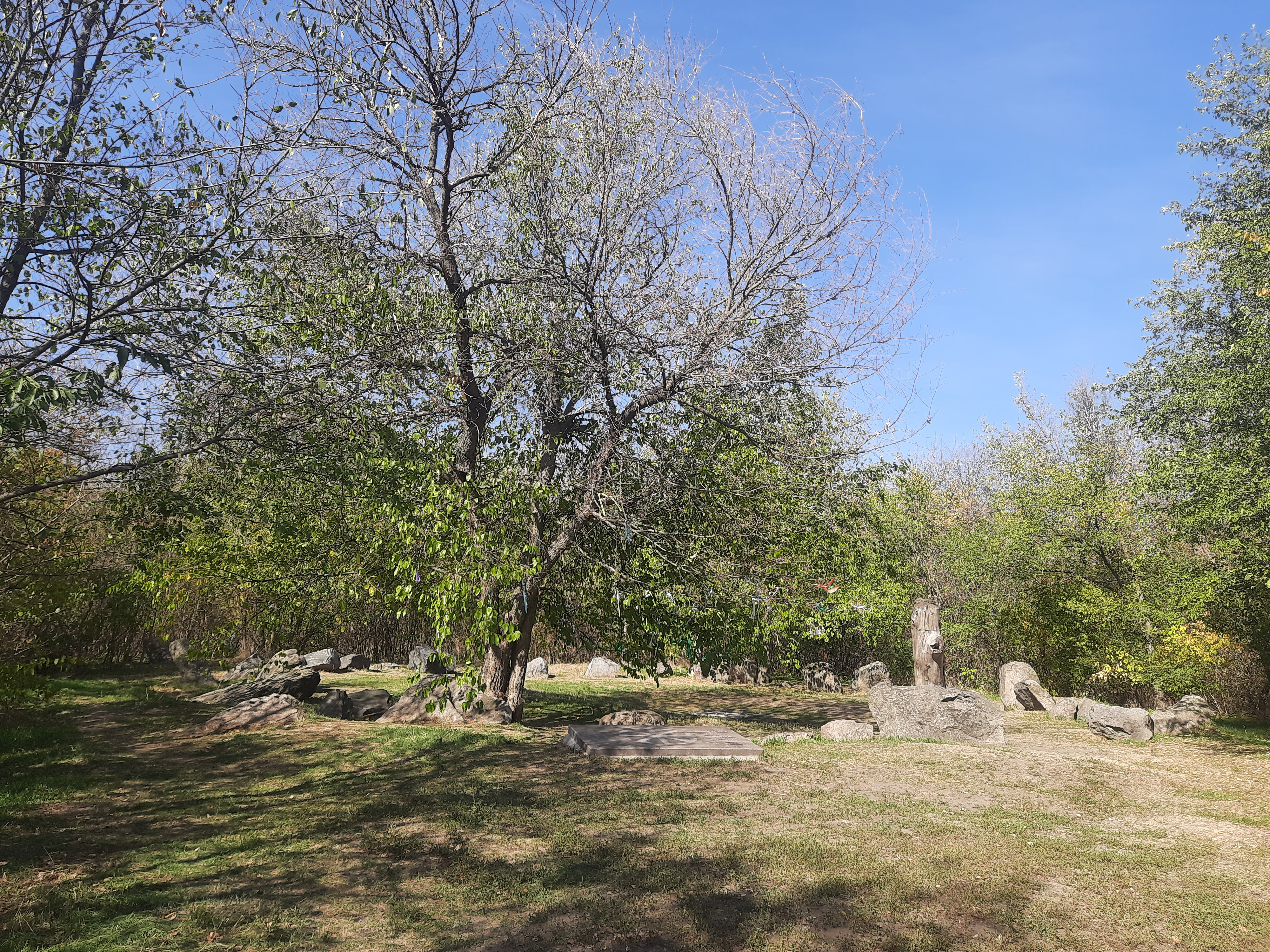
Микільський кромлех
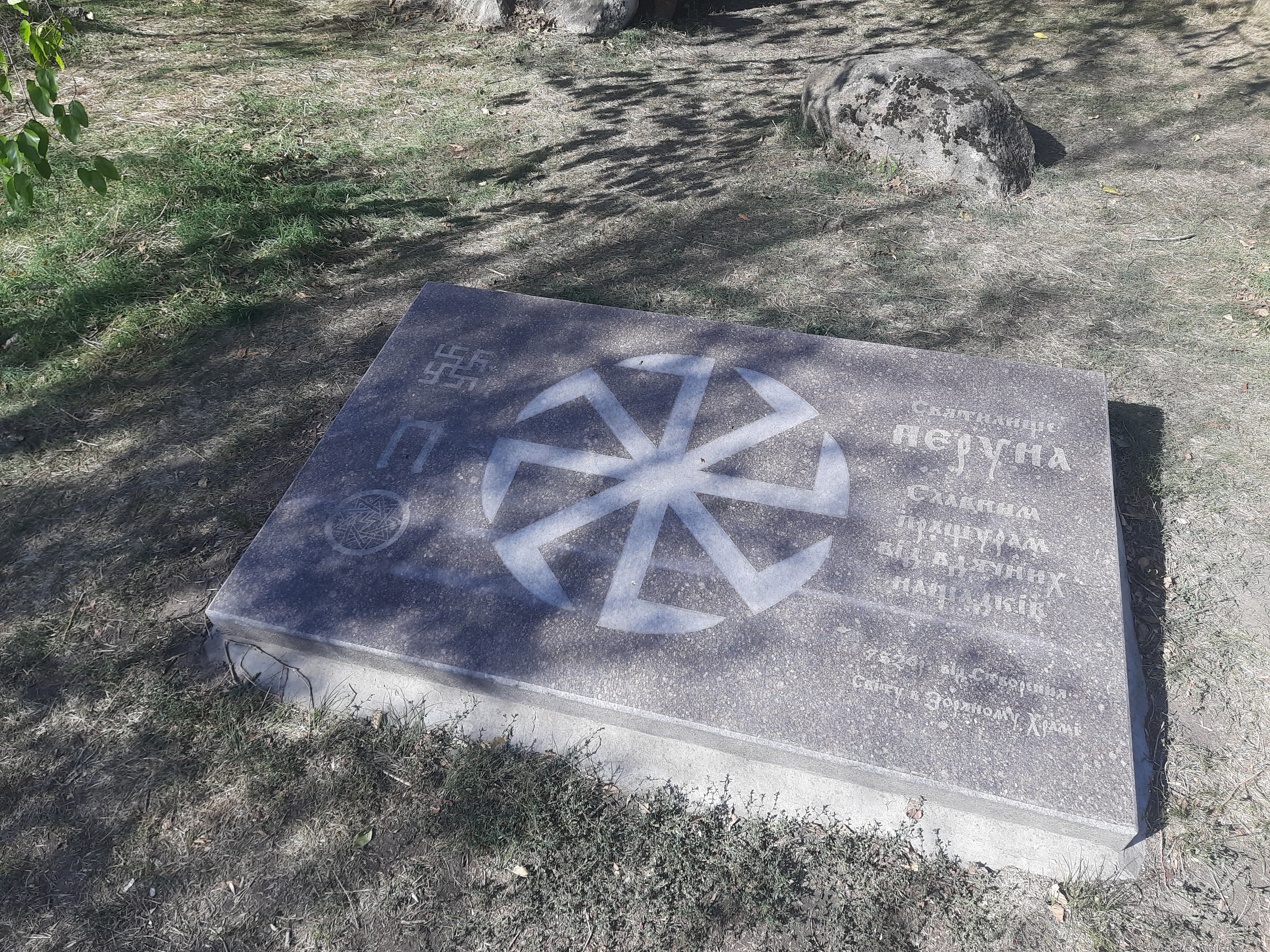
Пам'ятний знак біля кромлеху
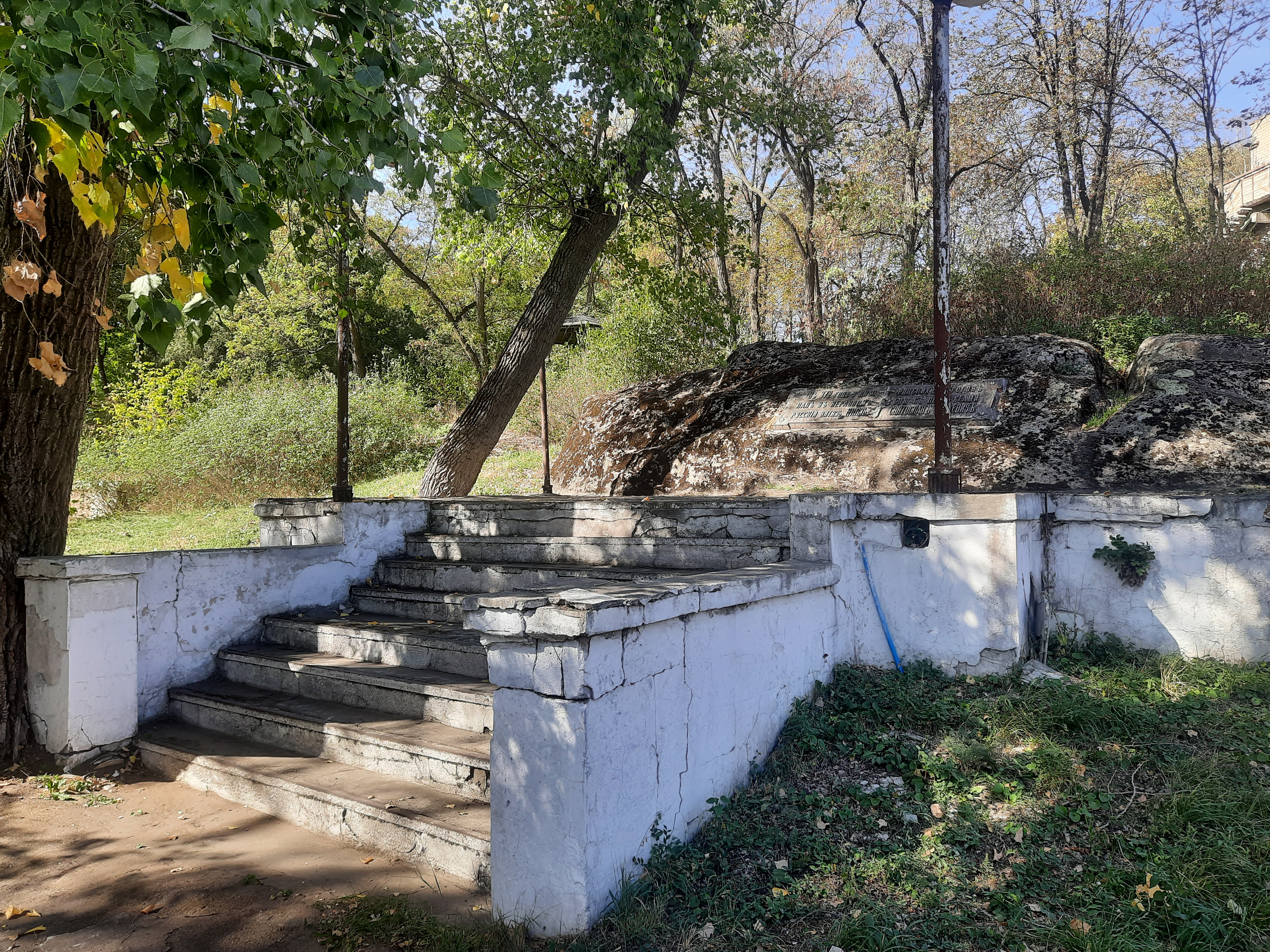
Пам'ятний знак на честь загибелі князя Святослава Ігоровича
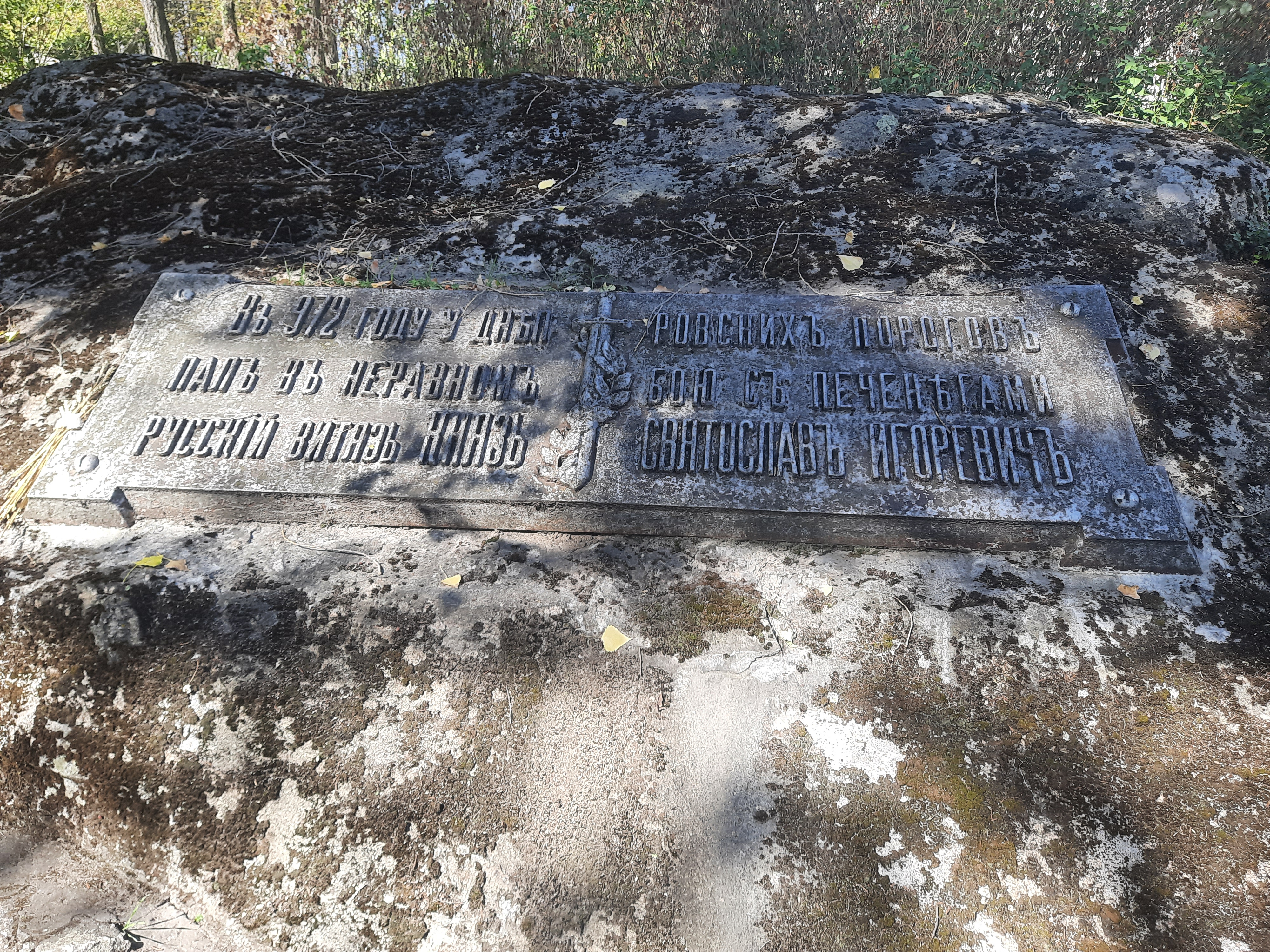
Пам'ятний знак на честь загибелі князя Святослава Ігоровича
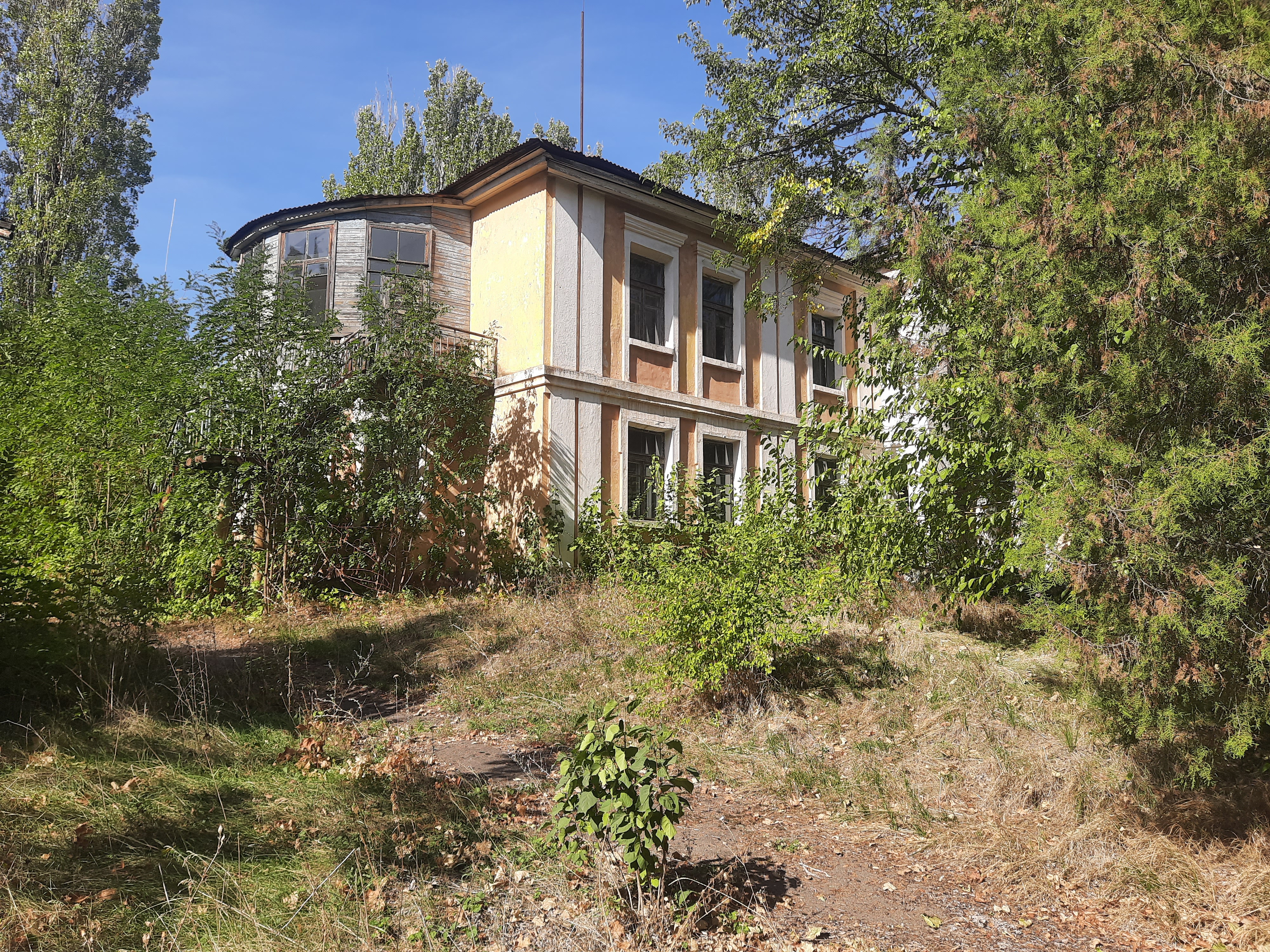
Корпус Будинку відпочинку Дніпропетровського обкому ВКП(б)У, 1930-ті роки
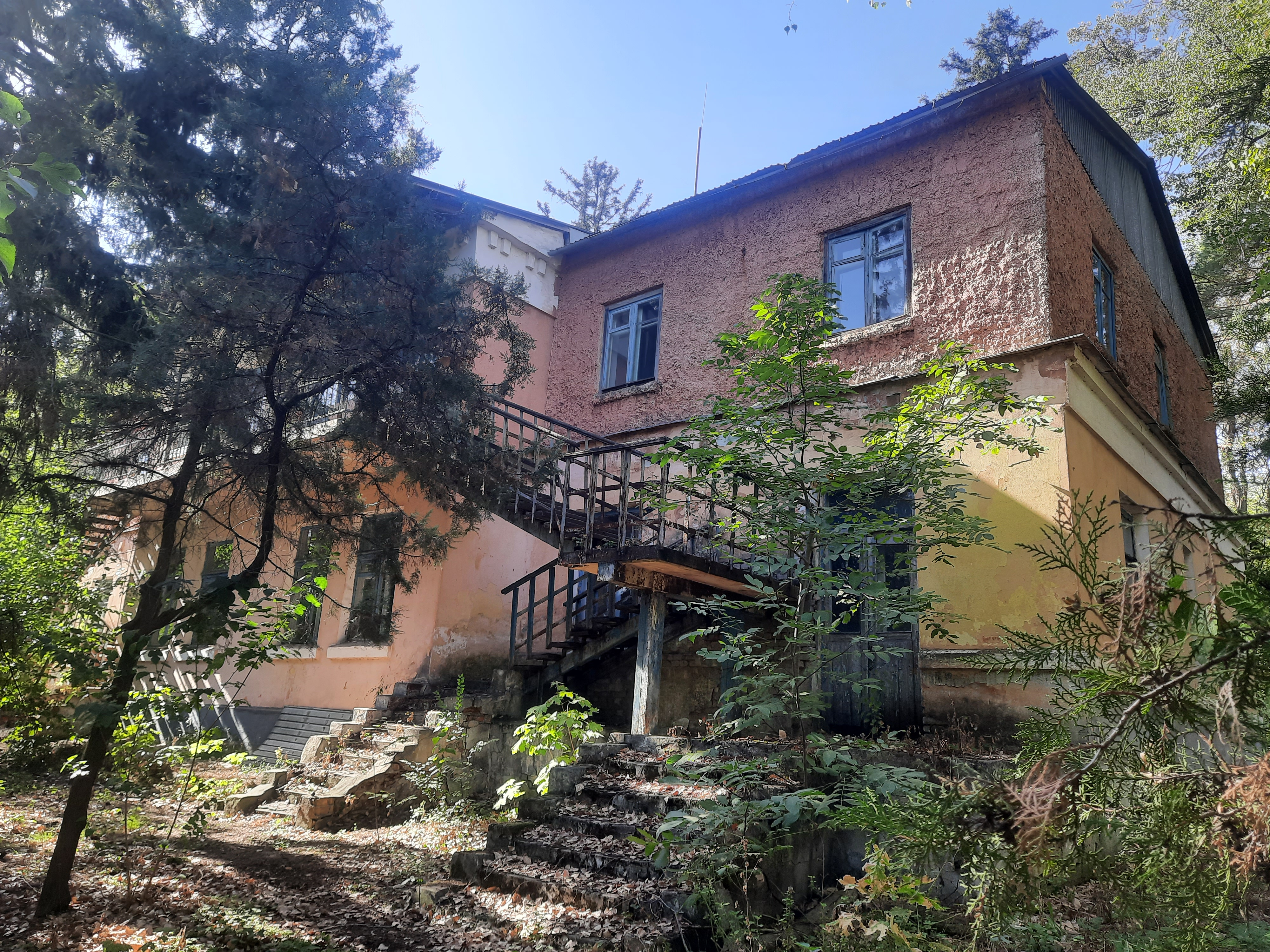
Корпус Будинку відпочинку Дніпропетровського обкому ВКП(б)У, 1930-ті роки

## Релігія
В селі розташовані дві церкви - Храм Успіння Пресвятої Богородиці ПЦУ (вул. Центральна, 1-А) та храм Святого Миколая (вул. Лісова, 5-А).